# 宋象賢

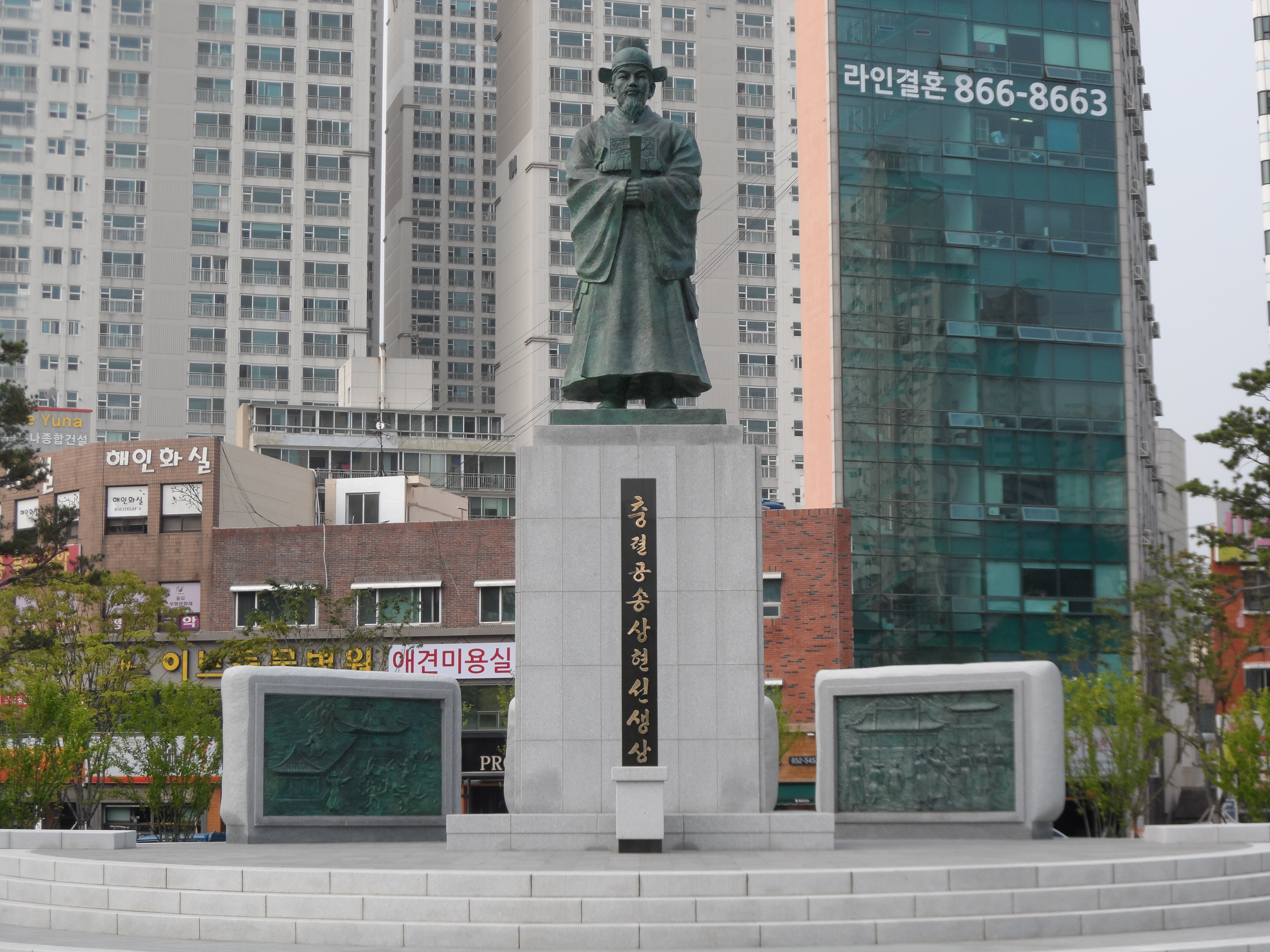
釜山廣域市釜山镇区宋象賢廣場中央的宋象賢銅像

宋象賢（1551年—1592年），字德求、號泉谷，朝鮮王朝官員。本貫礪山宋氏。

## 生平
1576年科舉及第，歷任司宰監正、軍資監正等官。1591年，任慶尚道東萊都護府使。
1592年，日本發動侵略朝鮮的壬辰倭亂，小西行長率日軍攻至東萊城（今釜山廣域市東萊區），要求假道入明，並說：「戰則戰矣；不戰，則假我道。」宋象賢回覆說：「戰死易，假道難」，嚴詞拒絕了日本的無理要求。
日軍圍攻東萊城時，曾有官員洪允寬勸宋象賢棄城出逃，但象賢卻回覆說「就算如今出城逃跑，又能跑到那裡去呢？」，最終三思之下決定留城堅守。日軍發起進攻後，宋象賢率軍奮力抵抗，但在西門外戰敗而撤至北門，日軍先锋此時又攻佔城臺，隨後又入城一湧而上，城破後宋象賢英勇戰死，而其妻妾也一同隨死。
戰後，日軍指揮官小西行長、宗義智對宋象賢的武勇甚為稱讚，宗義智命家臣柳川調信祭祀他，並以禮安葬，建碑表彰其功績。1595年，遷葬忠清北道清州市，朝鮮孝宗賜諡忠烈，贈吏曹判書。1605年，與鄭撥同祀東萊忠烈祠。

## 評價
《朝鮮王朝宣祖實錄》：「象賢雖有弓馬之才, 素無士望, 一朝從容就義。如此卓卓, 雖兇賊亦義之。靑城李侍郞一人, 無以加於此。」

## 家族
父宋復興。